# Pierre Roux
Pour les articles homonymes, voir Roux.
Pierre Roux était un religieux du Moyen Âge central qui fut l'évêque de Clermont au XIIe siècle.

## Biographie
Pierre Roux succéda à Guillaume de Baffie en 1104. En 1106 il reçut le pape Pascal II à Clermont qui dédia l’église de Saint-Alyre.

### Un évêque en pleine réforme grégorienne
La réforme grégorienne, entraînant transferts de biens ecclésiastiques et recomposition des seigneuries, placent souvent les prélats en situation d'arbitrage de conflits. Pierre Roux tenta de ménager les différentes forces dans son diocèse : barons locaux (parfois vassaux de l'évêque de Clermont) ou communautés ecclésiastiques. 

#### L'incendie de l'église de Saint-Sandoux
En 1107, Pierre Roux envoie une lettre à Pascal II pour lui demander de choisir si quatres chevaliers ayant incendié l'église de Saint-Sandoux doivent être excommuniés ou pas. L'incident survient la même année que la tenue du concile de Troyes présidé par Pascal II, condamnant ceux qui s'en prendraient aux biens de l'Eglise. Le prélat tenta de trouver des circonstances atténuantes aux chevaliers. Il est probable qu'il cherche ainsi à atténuer les tensions parmi les forces en présense : Saint-Sandoux est en effet proche de communautés monastiques (Issoire, Sauxillanges, la Chaise-Dieu) ou séculières (les chanoines de Clermont). Il faut y ajouter l'aristocratie laïque, dont les lignages des seigneurs du Crest et des La Tour. L'église de Saint-Sandoux suscite ainsi la convoitise potentielle de plusieurs acteurs.

#### L'affaire de Mauriac
L'épisode, daté de 1109-1110, et raconté par la Chronique de Saint-Pierre-le-Vif de Sens, montre que des chevaliers ont crevé les yeux d'un prêtre de paroisse à la demande du doyen de Mauriac, nommé Pierre. Plusieurs fois, l'évêque Pierre Roux tenta d'empêcher les coupables d'être jugés.
Richard, l’évêque d’Albane, qui était le légat du pape et qui résidait à Cluny fut informé du crime. Il enjoignit l’évêque Pierre de punir le doyen et de l’excommunier. L’évêque fit mine d’accepter mais il ne fit rien. 
Arnaud se déplaça alors personnellement à Mauriac pour régler le conflit ; il excommunia le doyen et ses partisans et nomma un nouveau doyen. Le doyen déposé entra dans une grande fureur. Il rentra à mains armées dans l’église, tenta de tuer l’abbé Arnaud et le nouveau doyen et souilla l’église de sang. Arnaud alerta l’évêque de Clermont et lui demanda le droit d’arbitrer le conflit. Pierre refusa. Arnaud demanda alors un arbitrage par les pairs de l’évêque. Une assemblée comprenant les évêques de Bordeaux, d’Angoulême et de Bourges fut réunie à Évaux. Celle-ci ordonna d’excommunier l’ancien doyen Pierre ainsi que ses complices. Pierre Roux resta sourd à cette injonction. Il fallut qu’Arnaud obtienne un ordre du roi et une deuxième injonction du légat Richard pour que l’évêque de Clermont finisse par céder.
En 1110, Pierre Roux alla au concile de Fleury au cours duquel il se réconcilia avec Arnaud et avec les moines de Mauriac. Il tomba malade à son retour et mourut le 19 octobre.